# Campeonato Europeo de Vóley Playa de 2007
El XV Campeonato Europeo de Vóley Playa se celebró en Valencia (España) entre el 23 y el 26 de agosto de 2007 bajo la organización de la Confederación Europea de Voleibol (CEV) y la Real Federación Española de Voleibol.
Las competiciones se realizaron en un estadio construido temporalmente en la playa de la Malvarrosa de la ciudad levantina.

## Países participantes
Participaron en total 96 voleibolistas (24 parejas masculinas y 24 femeninas) de 18 federaciones nacionales de la CEV.
| - Alemania (6/8) - Austria (6/6) - Bélgica (2/2) - Dinamarca (2/-) - España (4/4) | - Estonia (2/-) - Francia (-/2) - Georgia (2/-) - Grecia (-/2) - Italia (2/-) | - Letonia (-/2) - Noruega (2/4) - Países Bajos (4/4) - Polonia (2/-) | - República Checa (6/4) - Rusia (2/6) - Suiza (4/2) - Ucrania (2/2) |

## Medallistas
| Evento    | Oro                                              | Plata                                             | Bronce                                   |
| --------- | ------------------------------------------------ | ------------------------------------------------- | ---------------------------------------- |
| Masculino | Peter Gartmayer · Clemens Doppler · Austria      | Reinder Nummerdor · Richard Schuil · Países Bajos | David Klemperer · Eric Koreng · Alemania |
| Femenino  | Vasilikí Arvaniti · Vasilikí Karantasiu · Grecia | Sara Goller · Laura Ludwig · Alemania             | Nila Håkedal · Ingrid Tørlen · Noruega   |

## Medallero
| Núm. | País         | Oro | Plata | Bronce | Total |
| ---- | ------------ | --- | ----- | ------ | ----- |
| 1    | Austria      | 1   | 0     | 0      | 1     |
| 1    | Grecia       | 1   | 0     | 0      | 1     |
| 3    | Alemania     | 0   | 1     | 1      | 2     |
| 4    | Países Bajos | 0   | 1     | 0      | 1     |
| 5    | Noruega      | 0   | 0     | 1      | 1     |
|      | TOTAL        | 2   | 2     | 2      | 6     |